# Липлян
Липлян (алб. Lipjan или Lipjani; серб. Липљан) — город в Косове со спорной административной принадлежностью.

## Административная принадлежность
| Сербская позиция                                           | Албанская позиция                            |
| ---------------------------------------------------------- | -------------------------------------------- |
| входит в Косовский округ автономного края Косово и Метохия | входит в Приштинский округ Республики Косово |

## История
Город в римское время носил имя Ульпиана.

## Персоналии
- Лека Дукаджини
- Эмин Дураку.